# Ctenoneura triprocessa
Ctenoneura triprocessa är en kackerlacksart som beskrevs av Roth, L. M. 1993. Ctenoneura triprocessa ingår i släktet Ctenoneura och familjen Polyphagidae. Inga underarter finns listade i Catalogue of Life.